# Варламов (Ростовская область)
Варла́мов — хутор в Советском районе Ростовской области.
Входит в состав Чирского сельского поселения.

## Население
| 2010 |
| ---- |
| 22   |

## Улицы
На хуторе имеется одна улица — Песчаная.